# Progens
Progens (Proudzin  en patois fribourgeois) est une localité et une ancienne commune suisse du canton de Fribourg, située dans le district de la Veveyse.

## Histoire
L'ancienne commune de Progens est constituée du village de Progens, sur une colline entre la Broye et la Mionna, et du hameau de La Verrerie sur son flanc nord-est. Au Moyen Âge, Progens appartint à la seigneurie d'Oron, en partie aux mains des comtes de Gruyère, et à la seigneurie de Rue, châtellenie savoyarde dès le milieu du XIIIe siècle, Progens passa à Fribourg en deux temps, en 1536 avec Rue et en 1555 après la faillite des Gruyère. Le village fut incorporé au bailliage de Rue de 1536 à 1798, puis à la préfecture homonyme dès 1798, au district de Châtel-Saint-Denis dès 1831 et à celui de la Veveyse depuis 1848.
Progens releva de la paroisse de Saint-Martin, puis fut constitué en paroisse en 1888. Des mines de lignite et une verrerie, autour de laquelle se développa le hameau de La Verrerie, furent exploitées à la fin du XVIIIe siècle. Dynamisé par l'industriel français Jean-Baptiste-Jérôme Brémond, l'établissement, copropriété de la famille Quennec dès 1862, produisit du cristal et des bouteilles. Rachetée par la verrerie de Saint-Prex, elle ferma en 1914. Nouvelle exploitation du charbon entre 1917 et 1921. Progens est resté une localité rurale (10 exploitations agricoles en 2000) connaissant un développement résidentiel. En 2000, sept dixièmes de la population active sont des navetteurs.
Le 1er janvier 2004, Progens fusionne avec ses voisines de Grattavache et Le Crêt pour former la commune de La Verrerie.

## Patrimoine bâti
La chapelle Saint-Barthélemy, attestée en 1677, devint église paroissiale.

## Toponymie
1324 : Progin

## Démographie
Progens comptait 99 habitants en 1811, 164 en 1850, 370 en 1900, 281 en 1950, 225 en 1980, 245 en 2000.